# Bicycle Race
«Bicycle Race» (укр. «Велосипедні перегони») — пісня та сингл британського рок-гурту «Queen», яку написав фронтмен Фредді Мерк'юрі та яка увійшла до альбому гурту «Jazz» 1978 року. Пісня вийшла як подвійний сингл на А-стороні разом з «Fat Bottomed Girls». Відео до пісні стало скандальним через відзняті перегони за участю оголених жінок на стадіоні «Wimbledon», його піддали цензурі та заборонили у декількох країнах.

## Пісня та ліричний зміст
Пісню написав Фредді Мерк'юрі, натхненням послужило спостереження 18-го етапу велогонки «Тур де Франс» 1978 року, що відбулося в Монтре, де гурт записував альбом «Jazz» у «Mountain Studios». Пісня починається з приспіву, без інструментального супроводу. За приспівом слідують два куплети, зв'язані переходом, обидва супроводжуються приспівом. Приблизно в середині пісні — соло, в якому грають численні велосипедні дзвінки. Пісня має незвичайну послідовність акордів з численними модуляціями, зміною метра (від 4/4 до 6/8) у переході і багатошаровими вокальними і гітарними гармоніями.

## Лірика
Тексти пісні були актуальними для того часу, вони містили соціальні, політичні та поп-культурні посилання, такі як релігія, війна у В'єтнамі, Вотергейт, наркотики, вигадані персонажі, такі як (Пітер Пен, Франкенштейн і Супермен), та фільми «Щелепи» і «Зоряні війни». У пісні також згадується актор Джон Вейн. У текстах також міститься гучний вигук "Хот-дог!" і ідіома "Круто, чоловіче!".
Браян Мей сказав, що ця пісня не була автобіографічним портретом Мерк'юрі і що Фредді особливо не любив кататися на велосипеді, також відзначаючи, що попри лірику, Мерк'юрі був фанатом «Зоряних війн».
Пісня посилається на іншу пісню гурту «Fat Bottomed Girls» рядком "Товстозаді дівчата, вони будуть кататися сьогодні". «Fat Bottomed Girls» відповідає взаємністю рядком: "Сідайте на свої велосипеди і катайтеся!". Дві пісні вийшли як подвійний односторонній сингл.

## Відео
Відео було відомо тим, що у ньому брало участь 65 оголених жінок, всі вони були професійними моделями, які брали участь в гонці на стадіоні «Wimbledon Greyhound». Його зняв Деніс де Волленс. Гурт орендував стадіон і кілька десятків велосипедів на один день для знімання сцени, проте, коли орендна компанія дізналася про те, як використовували їх велосипеди, вони попросили гурт придбати всі велосипедні сидіння. В оригінальному відео використовували спеціальні ефекти, щоб приховати оголеність. Однак, через оголеність, відео має вікові обмеження для перегляду на сайті YouTube і заборонено в декількох країнах.

## Реліз
Пісня вийшла як сингл і також ввійшла до наступних альбомів та бокс-сетів: «Queen, Bohemian Rhapsody», «15 Of The Best», «Queen Live In Concert», «Greatest Hits» та «The Singles Collection Volume 1».
Сингл розповсюджував лейбл «EMI» переважно у 1978 році, на 7-дюймових вінилових платівках, з піснею «Fat Bottomed Girls» на Б-стороні. У Аргентині назви пісень були перекладені як «Carrera de Bicicletas» та «Chicas Gordas» відповідно. В Угорщині пісні випускав лейбл «Pepita», а в США, Канаді, Австралії, Новій Зеландії та Японії — лейбл «Elektra». Польське видання випустив лейбл «Tonpress», з піснею «Spread Your Wings» на Б-стороні, або без неї. У США пісня виходила на 7- та 12-дюймових платівках, там вона також з'явилася у 1979 році на Б-стороні синглу з піснею «Crazy Little Thing Called Love». Майже в усіх країнах обкладинка синглу з піснею містила фотографію голої жінки ззаду на гоночному велосипеді у червоному бікіні, домальованим по оригінальній фотографії. У США на обкладинці додали бюстгальтер.

## Музиканти
- Фредді Мерк'юрі — головний вокал, бек-вокал, піаніно, велосипедний дзвінок
- Браян Мей — електрогітара, бек-вокал, велосипедний дзвінок
- Роджер Тейлор — ударні, бек-вокал, велосипедний дзвінок
- Джон Дікон — бас-гітара, велосипедний дзвінок

## Альтернативна обкладинка
Для просування альбому «Jazz» і синглу з піснями «Bicycle Race» та «Fat Bottomed Girls» провели велосипедні перегони з оголеними жінками. Ця фотографія випускалася як розкладний плакат до альбому «Jazz». Вона також вийшла як альтернативна окрема обкладинка.

## Чарти

Альтернативна обкладинка синглу з піснями «Bicycle Race» та «Fat Bottomed Girls»

| Країна          | Позиція | Дата                       | Тиждень |
| --------------- | ------- | -------------------------- | ------- |
| Австралія       | 28      | ?                          | 9       |
| Австрія         | 21      | січень 1979                | 4       |
| Бельгія         | 15      | січень 1979                | 5       |
| Франція         | 7       | листопад-грудень 1978      | 11      |
| Німеччина       | 27      | 11–18 грудня 1978          | 12      |
| Ірландія        | 10      | ?                          | 7       |
| Нова Зеландія   | 20      | ?                          | 8       |
| Нідерланди      | 5       | 25 листопада-2 грудня 1978 | 11      |
| Норвегія        | 7       | ?                          | 9       |
| Велика Британія | 11      | 25 листопада-9 грудня 1978 | 11      |
| США             | 24      | січень 1979                | 12      |

## Кавер-версії
- У 1996 році німецька співачка Blümchen виконала кавер-версію, яка відображає оригінальний трек.
- У 2002 році американський рок-гурт «Upsilon Acrux» випустив кавер-версію до свого триб'ют-альбому, що вийшов на лейблі «Three One G».
- У 2005 році американський виконавець Lemon Demon випустив кавер-версію як бонус-трек до альбому «Damn Skippy».
- У 2005 році американський гурт «Be Your Own Pet» випустив кавер-версію до свого триб'ют-альбому.
- У 2006 році американський гурт «Between the Buried and Me» випустив кавер-версію до свого альбому «The Anatomy Of».
- У 2011 році британський гурт «Mamas Gun» випустив кавер-версію як бонусний трек до їхнього другого альбому «The Life and Soul».
- Приспів пісні обрала американська співачка Скайлар Грей, за участю Емінема, для пісні «C'mon Let Me Ride».